# Дзасак
Дзасак (монг. Засаг — Владетельный князь) — титул правителя хошуна в Монголии во времена Цинской империи (1696—1911). В современных китайских докумантах термин переводится как чжасаке (кит. 札薩克).

## История титула
Титул появился после указа императора маньчжурской династии Цин Канси (1654—1722) в 1696 году, когда была введена военно-административная система управления Внешней Монголией. Главной единицей в ней стал хошун, а главой хошуна являлся дзасак, назначавшийся на эту должность императором и имевший неограниченную власть на своей территории. Титул был ликвидирован в конце 1923 — начале 1924 годов после Народной революции.

## Дзасаки
Должность дзасака занимали по наследству некоторые князья, многие из которых были потомками Чингисхана. Князья, не служащие в качестве дзасаков, были известны как сулы (монг.  сул — пустой, свободный) или хохи тайджи (монг. хохь тайж).